# Charles Boustany
Charles William Boustany, Jr., född 21 februari 1956 i New Orleans i Louisiana, är en amerikansk republikansk politiker. Han var ledamot av USA:s representanthus 2005–2017. Hans farföräldrar var invandrare från Libanon.
Boustany gick i skola i Cathedral Carmel High School i Lafayette, Louisiana. Han avlade 1978 grundexamen vid University of Southwestern Louisiana och 1982 läkarexamen vid Louisiana State University. Han arbetade sedan som kirurg.
Kongressledamot Chris John kandiderade utan framgång till USA:s senat i senatsvalet 2004. Boustany vann kongressvalet och efterträdde John i representanthuset i januari 2005.